# Geminiano Giacomelli
Geminiano Giacomelli (také Jacomelli) (28. května 1692 Colorno – 25. ledna 1740 Loreto) byl italský hudební skladatel.

## Život
Narodil se 28. května 1692 v Colornu nedaleko Parmy. Od dětství studoval zpěv, kontrapunkt a cembalo u Giovanniho Marii Capelliho, varhaníka a skladatele na dvoře parmského vévody z rodu Farnese a kapelníka parmské katedrály Nanebevzetí P. Marie. Brzy se přestěhoval do Piacenzy a působil jako maestro di capella ve farnosti sv. Firma. V roce 1718 se oženil s Frances Marksovou, se kterou měl devět dětí. Od 1. března 1719 do února 1727 byl kapelníkem u vévodského dvora v Parmě a současně byl i kapelníkem v bazilice Madonna della Steccata (Basilica di Santa Maria della Steccata).
V roce 1724 napsal svou první operu, Ipermestra (libreto Antonio Salvi), která byla uvedena v Benátkách v divadle Teatro San Giovanni Grisostomo. Po úspěchu díla, parmský vévoda Francis Farnese, poslal Giacomelliho na vlastní náklady na další studium do Neapole k A. Scarlattimu.
Stal se jedním z nejoblíbenějších skladatelů své doby. V letech 1724 a 1740 zkomponoval 19 oper. V roce 1737 odešel do Vídně, kde působil několik let ve službách císaře Karla VI. Jeho nejvýznanějším dílem byla opera Cesare in Egitto na text G. F. Bussaniho, která měla premiéru v Miláně v Teatro Regio Ducale v roce 1735. Giacomelliho melodie si velmi oblíbil španělský král Filip V. Španělský. Známý kastrát Farinelli mu je po 9 let musel denně zpívat.
V roce 1738 se stal kapelníkem v bazilice Della Santa Casa v Loretu, kde také v roce 1740 zemřel.

## Dílo

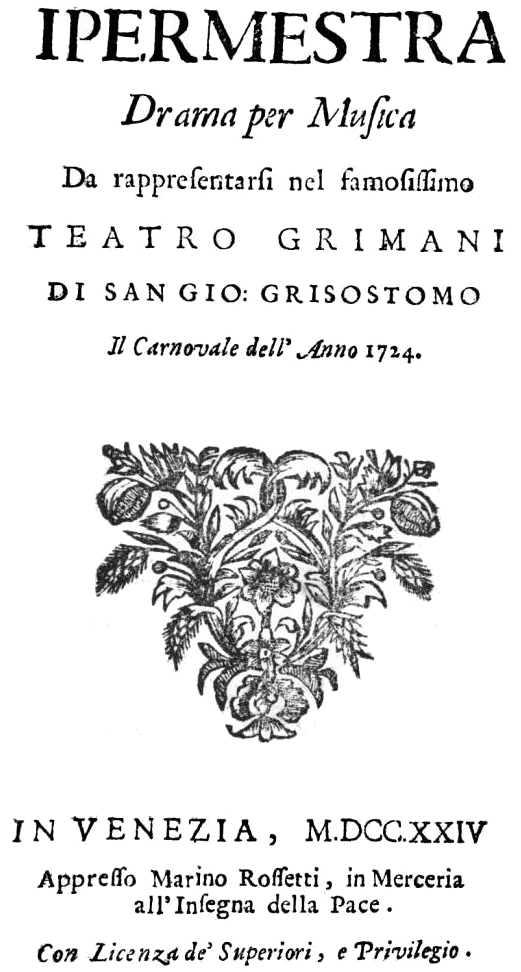
Titulní strana libreta opery Ipermestra.

### Opery
- Ipermestra (libreto Antonio Salvi, Benátky, 1724)
- Scipione in Cartagine (libreto Carlo Innocenzo Frugoni, Benátky, 1728)
- Zidiana (Milán, 1728)
- Astianatte  (libreto Antonio Salvi, Alessandria, 1729)
- Gianguir (libreto Apostolo Zeno, Benátky, 1729)
- Lucio Papirio dittatore (libreto Carlo Innocenzo Frugoni, Parma, 1729)
- Scipione in Cartagine nuova (Parma, 1730)
- Semiramide riconosciuta (libreto Pietro Metastasio, Milán, 1730)
- Annibale (libreto A. Mango a Filippo Vanstryp, Řím, 1731)
- Epaminonda (libreto Domenico Lalli, Benátky, 1732)
- Rosbale (libreto Claudio Nicola Stampa, Řím, 1732)
- Alessandro Severo (libreto Apostolo Zeno, Piacenza, 1732)
- Adriano in Siria (libreto Pietro Metastasio, Benátky, 1733)
- Il Tigrane (libreto Francesco Silvani, Piacenza, 1733)
- La caccia in Etolia (Vídeň, 1733)
- Arrenione (libreto Francesco Silvani, Vídeň, 1734) -
- La Merope (libreto Apostolo Zeno, Benátky, 1734)
- Artaserse (Teatro Publico, Pisa, 1734)
- Cesare in Egitto (libreto Giacomo Francesco Bussani, Milán, 1735)
- Nitocri, regina d'Egitto (libreto Apostolo Zeno, Řím, 1736)
- Catone in Utica (libreto Pietro Metastasio Teatro Regio Ducale, Milán, 1736)
- Arsace (libreto Antonio Salvi, Prato, 1736)
- Demetrio (libreto Pietro Metastasio, Teatro Regio, Turín, 1736)
- La costanza vincitrice in amore (libreto Giuseppe Genocchi, Parma, 1738)
- Achille in Aulide (libreto Pietro Metastasio, Teatro Argentina, Řím, 1739)

### Pasticia
- Lucio Papirio dittatore (hudbaf Giacomelli a Georg Friedrich Händel) (King's Theatre, Londýn, 1732)
- Circe (Theatre am Gänsemarkt, Hamburk, 1734)

### Jiné skladby
- La conversione di Santa Margherita da Cortona (oratorium)
- Santa Giuliana dei Falconieri (oratorium)
- koncerty pro contiuo
- moteta, žalmy a další chrámové skladby